# Pressbaum
Pressbaum és una vila en el districte de St. Pölten-Land en l'estat austríac de Baixa Àustria. El 1881, Johannes Brahms va completar el seu segon concert de piano mentre residia en la ciutat. Va pertànyer al districte Wien-Umgebung que va ser dissolt al final de 2016. Es troba en una zona molt boscosa al voltant de Viena, envoltada de valls i on les nevades són habituals a l'hivern. El punt més alt del municipi és el Jochgrabenberg, amb 645 metres. Pertanyen al municipi els nuclis de població:
- Pfalzau
- Rekawinkel
- Au am Kraking

| 1971 | 1981 | 1991 | 2001 |
| ---- | ---- | ---- | ---- |
| 4264 | 4899 | 5421 | 5834 |